# Тара Басро
Тара Басро (англ. Tara Basro; нар. 11 липня 1990) — індонезійська акторка та музикантка.
Народилася в Джакарті та здобула освіту в Австралії, вона почала свою кар'єру як модель-підліток, перш ніж утвердитися в індонезійській кіноіндустрії. Починаючи з фільму "Копія мого розуму" (2015), Басро часто співпрацює з режисером Джоко Анваром, знявшись у його фільмах жахів "Раби Сатани" (2017) та "Імпетігор" (2019), а також у супергеройському фільмі "Гундала" (2019). Раби сатани 2: Причастя в (2022). У 2015 році була нагороджена премією Citra Award за найкращу жіночу роль.

## Життєпис
Тара Басро народилася 11 червня 1990 року в Джакарті під ім'ям Анді Мутіара Пертіві Басро (Andi Mutiara Pertiwi Basro). Її батько працює в авіакомпанії Industry. Басро розпочала свою кар'єру в індустрії розваг, коли взяла участь у підлітковому модельному конкурсі Gadis Sampul, Індонезія, у 2005 році. Потім вона переїхала з батьками до Австралії і продовжила навчання. Басро закінчила TAFE NSW.
Басро вийшла заміж за індонезійського актора чеського походження Даніеля Аднана в Бандунгу, Західна Ява, 17 червня 2020 року.